# Estil literari
L'estil literari d'un autor o moviment és el conjunt de trets de la seva literatura que el defineixen i que el diferencien d'altres, és equivalent al timbre musical i sorgeix d'una barreja de l'expressió de la personalitat, de la formació rebuda i models anteriors i una sèrie d'eleccions conscients entre les possibilitats de la llengua. L'estil varia en funció de la tipologia textual, les restriccions de gènere i tema, el lector ideal i components personals de l'escriptor.
Es pot definir per:
- tipus de frase = llargària mitjana de les oracions, estructura, abundància de subordinades i ús de la puntuació
- lèxic emprat = registre lingüístic, grau d'abstracció, camps semàntics seleccionats i possible connotació de les paraules
- recursos literaris
- presència d'elements extralingüístics